# Sukcesy i błędy
Sukcesy i błędy – debiutancka EP-ka polskiego zespołu Modelki, wydana 24 października 2024 r. nakładem wytwórni Island Records Polska, dystrybucji Universal Music Polska. Na płycie znajduje się 6 utworów. EP była promowana singlem „Trochę Za Blisko”, który został wydany 3 października 2024.

## Wydanie
Płyta została wydana nakładem wytwórni Island Records Polska w dniu 24 października 2024, a premiera odbyła się 25 października 2024. Album został udostępniony w postaci płyty CD, cyfrowego pobrania oraz streamingu. Na płycie znajduje się 6 utworów, jednak tylko na wersji fizycznej albumu znajduje się utwór bonusowy, pt. „Chyba że z Tobą”. Album został wyprodukowany przez Vłodarskiego.

## Pozycje na listach

### Pozycja na liście tygodniowej
| Kraj   | Lista                    | Pozycja |
| ------ | ------------------------ | ------- |
| Polska | OLiS – albumy            | 9       |
| Polska | OLiS – albumy w streamie | 25      |
| Polska | OLiS – albumy fizycznie  | 9       |

## Lista utworów
| 1.              | „Sukcesy i Błędy”                 |
| 2.              | „Trochę Za Blisko”                |
| 3.              | „Zdzieram Głos”                   |
| 4.              | „After Nie Before (hymn afterów)” |
| 5.              | „Wczoraj”                         |
| 6.              | „Ćmy”                             |
| Utwory bonusowe |                                   |
| 7.              | „Chyba że z Tobą”                 |

| #  | Tytuł                             |
| -- | --------------------------------- |
| 1. | „Sukcesy i Błędy”                 |
| 2. | „Trochę Za Blisko”                |
| 3. | „Zdzieram Głos”                   |
| 4. | „After Nie Before (hymn afterów)” |
| 5. | „Wczoraj”                         |
| 6. | „Ćmy”                             |